# Gustavo da Silva Cunha
Gustavo da Silva Cunha, noto semplicemente come Gustavo Silva (San Paolo, 1º giugno 1999), è un calciatore brasiliano, attaccante del Vitória Guimarães.

## Carriera
da Silva ha iniziato la sua carriera calcistica in Brasile dove ha giocato nelle divisioni inferiori dello stato di San Paolo con le maglie di Taquaritinga, Inter de Bebedouro e Comercial-SP e nel Campionato Brasiliense con il Sobradinho.
Nell'estate del 2022 è stato acquistato in prestito per due stagioni dai portoghesi del Nacional ed il 6 agosto ha debuttato nell'incontro di Segunda Liga perso 1-0 contro il Tondela. Autore di una sola rete in tutta la stagione, in Taça de Portugal contro il Casa Pia, l'annata successiva si è rivelata migliore dal punto di vista realizzativo, con 15 reti stagionali in 40 incontri che gli sono valsi la nomina nella miglior squadra del campionato appena concluso.
Rientrato in Brasile al Comercial, il 7 agosto 2024 è stato acquistato a titolo definitivo dal Vitória Guimarães.

## Statistiche

### Presenze e reti nei club
Statistiche aggiornate al 15 ottobre 2024
| Stagione        | Squadra            | Campionato      | Campionato | Campionato | Coppe nazionali | Coppe nazionali | Coppe nazionali | Coppe continentali | Coppe continentali | Coppe continentali | Altre coppe | Altre coppe | Altre coppe | Totale | Totale | Totale |
| Stagione        | Squadra            | Comp            | Pres       | Reti       | Comp            | Pres            | Reti            | Comp               | Pres               | Reti               | Comp        | Pres        | Reti        | Pres   | Reti   |        |
| --------------- | ------------------ | --------------- | ---------- | ---------- | --------------- | --------------- | --------------- | ------------------ | ------------------ | ------------------ | ----------- | ----------- | ----------- | ------ | ------ | ------ |
| 2018            | Taquaritinga       | SD/SP           | 14         | 2          | -               | -               | -               | -                  | -                  | -                  | -           | -           | -           | 14     | 2      |        |
| 2019            | Taquaritinga       | SD/SP           | 11         | 1          | -               | -               | -               | -                  | -                  | -                  | -           | -           | -           | 11     | 1      |        |
| 2020            | Sobradinho         | PD/DF           | 9          | 0          | -               | -               | -               | -                  | -                  | -                  | -           | -           | -           | 9      | 0      |        |
| 2021            | Inter de Bebedouro | SD/SP           | 11         | 1          | -               | -               | -               | -                  | -                  | -                  | -           | -           | -           | 11     | 1      |        |
| 2022            | Comercial-SP       | A3/SP           | 18         | 4          | -               | -               | -               | -                  | -                  | -                  | -           | -           | -           | 18     | 4      |        |
| 2022-2023       | Nacional           | LdH             | 27         | 0          | CP+CdL          | 2+3             | 1+0             | -                  | -                  | -                  | -           | -           | -           | 32     | 1      |        |
| 2023-2024       | Nacional           | LdH             | 34         | 12         | CP+CdL          | 3+3             | 2+1             | -                  | -                  | -                  | -           | -           | -           | 40     | 15     |        |
| 2024-2025       | Vitória Guimarães  | PL              | 6          | 2          | CP+CdL          | 0               | 0               | UCL                | 2                  | 2                  | -           | -           | -           | 8      | 4      |        |
| Totale carriera | Totale carriera    | Totale carriera | 130        | 22         |                 | 11              | 4               |                    | 2                  | 2                  |             | -           | -           | 143    | 28     |        |

## Palmarès

### Individuale
Squadra dell'anno della Segunda Liga: 1
- 2023-2024